# ラモン・デ・キンタナ
ラモン・デ・キンタナ・ダルマウ（Ramón de Quintana Dalmau、1972年2月6日 - ）は、スペイン・カタルーニャ州ジローナ出身の元サッカー選手、元サッカー指導者。現役時代のポジションはDF。
現役時代は主にラージョ・バジェカーノやカディスCFに在籍し、カディスでは主将として2004-05シーズンにおけるチームのプリメーラ・ディビシオン昇格に貢献した。

## タイトル

### クラブ
カディスCF
- セグンダ・ディビシオン : 1回 (2004-05)